# Albinisme oculaire récessif lié au chromosome X
L'albinisme oculaire récessif lié au chromosome X (ou AO1) se caractérise par un nystagmus congénital, un iris et une rétine hypopigmentés, une hypoplasie de la fovéa, une diminution de l'acuité visuelle. Une diminution de la vision binoculaire et un strabisme sont fréquents. Cette pathologie ne s'aggrave pas au cours de la vie.
Le diagnostic se base sur les anomalies oculaires chez un garçon avec une pigmentation normale de la peau, les potentiels évoqués visuels confirment l'existence d'anomalies de la conduction du nerf optique et une histoire familiale de maladie liée à l'X. Plus de 90 % des individus sont porteurs d'une mutation du gène GPR143 (en).